# Jelena Abramovna Davidovič
Jelena Abramovna Davidovič (rusky Елена Абрамовна Давидович; 24. prosince 1922 Krasnojarsk – 5. prosince 2013 Moskva) byla ruská archeoložka a numizmatička.

## Život
Během druhé světové války pracovala v nemocnici jako zdravotní sestra. V roce 1945 úspěšně zakončila studium na historické fakultě Středoasijské univerzity (SASU) a zůstala tam vyučovat. Ke konci 40. let sovětský orientalista, Alexandr Semjonov z rozhodnutí vlády založil v Dušanbe ústav historie a archeologie pojmenovaný po A. Donišovi a vyzval Borise Litvinského a jeho manželku Elenu ke spolupráci. V roce 1965 se stala doktorkou historických věd a v roce 1969 profesorkou. V 70. letech akademik Bobodžan Gafurov pozval manžele do Moskvy. V Ústavu orientálních studií vedla obor kritiky historických zdrojů. Byla autorkou více než 250 vědeckých prací o numismatice ve střední Asii a na Středním východě.